# Costaricavireo
Costaricavireo (Vireo carmioli) är en fågel i familjen vireor inom ordningen tättingar.

## Utseende och läte
Costaricavireon är en liten gulaktig fågel. Noterbart är tydliga vingband och pregnant ansikte med kort och ljust ögonbrynsstreck samt en ljus halvmåneformad teckning under ögat. Undersidan är gul, ibland mer bjärt och ibland ljusare vitaktig, men alltid med gula inslag. Arten kan tas för en liten tyrann, men skiljer sig på tjockare näbb och mer horisontell ställning. Sången består av en långsam serie med korta fraser, lite likt en gnisslig gulstrupig vireo.

## Utbredning och systematik
Fågeln förekommer i bergsskogar i Costa Rica och västra Panama (västra Chiriquí). Den behandlas som monotypisk, det vill säga att den inte delas in i några underarter.

## Levnadssätt
Costaricavireon ses vanligen enstaka eller i par i kringvandrande artblandade flockar som rör sig genom skog, skogsbryn och ungskog. Den påträffas på relativt hög höjd i sitt begränsade utbredningsområde.

## Status
Arten har ett begränsat utbredningsområde, men beståndet anses vara stabilt. IUCN kategoriserar arten som livskraftig.

## Namn
Fågelns vetenskapliga artnamn hedrar Julian Carmiol (född Julian Garnigohl Grasneck) (1807-1885), tysk invandrare till Nicaragua 1853 samt bofast och samlare av specimen i Costa Rica 1854-1885.